# Kovvur
Kovvur es una ciudad y  municipio situada en el distrito de Godavari Oeste en el estado de Andhra Pradesh (India). Su población es de 39667 habitantes (2011). Se encuentra a 141 km de Vijayawada y a 387 km de Hyderabad.

## Demografía
Según el censo de 2011 la población de Kovvur era de 39667 habitantes, de los cuales 19244 eran hombres y 20423 eran mujeres. Kovvur tiene una tasa media de alfabetización del 82,14%, superior a la media estatal del 67,02%: la alfabetización masculina es del 86,12%, y la alfabetización femenina del 78,41%.